# Hans Hecker
Hans Hecker (Duisburg, 26 februari 1895 - Hann. Münden, 1 mei 1979) was een Duitse officier en Generalmajor (brigadegeneraal) tijdens de Tweede Wereldoorlog.

## Leven
Op 26 februari 1895 werd Hans Hecker geboren in Duisburg. 

### Eerste Wereldoorlog
Op 2 augustus 1914 trad Hecker als Fahnenjunker in dienst van het Deutsches Heer. Hij werd geplaatst bij het 1. Lothringisches Feld-Artillerie-Regiment Nr. 33. Begin 1915 trok hij met twee batterijen van zijn regiment de Eerste Wereldoorlog in. In het voorjaar van 1915 wisselde Hecker van wapenvak en ging naar de genie. Bij de genie werd hij op 31 mei 1915 bevorderd tot Fähnrich. Hecker werd geplaatst bij het 1. Lothringisches Pionier-Bataillon Nr. 16, en raakte gewond op 6 november 1915. Van 6 november 1915 tot 6 december 1915 lag hij in ziekenhuis. Op 1 juli 1917 werd hij bevorderd tot Leutnant. Vanaf 1 januari 1917 werd Hecker als adjudant ingezet in het Pionier-Bataillon Nr. 328. Van 14 juni 1918 tot 17 november 1918 was Hecker compagniecommandant van de 4e compagnie, in het Pionier-Bataillon Nr. 328. Hierna werd hij ziek opgenomen in het ziekenhuis. Op 19 januari 1919 was hij inmiddels genezen, en werd overgeplaatst naar het Pionier-Ersatz-Bataillon 16, waarna Hecker op 5 maart 1919 geplaatst werd in de militaire reserve. Daarop werd hij op 19 maart 1919 ontslagen uit de Deutsches Heer.

### Interbellum
Op 1 januari 1924 werd Hecker als Leutnant gereactiveerd, en opgenomen in de Reichswehr. Hij werd geplaatst bij de 1e compagnie van het 6. (Preuß.) Pionier-Bataillon. Vanaf 1 november 1924 werd Hecker voor een drie kwart jaar geplaatst in het 6. (Preuß.) Artillerie-Regiment. Op 31 juli 1925 werd Hecker bevorderd tot Oberleutnant met de Rangdienstalter van 1 april 1925. Hij werd van 20 augustus 1925 tot 1 september 1925 gedetacheerd naar de genieschool. Op 1 september 1925 werd Hecker weer toegevoegd aan het 6. (Preuß.) Pionier-Regiment. Van 1 november 1925 tot 1 april 1930 werd hij weer toegevoegd aan het 6. (Preuß.) Pionier-Bataillon. Op 1 april 1930 werd hij als officier in de genie ingezet bij de commandant van Marienburg, waarna Hecker naar het 1. (Preuß.) Pionier-Bataillon overgeplaatst werd. Op 1 maart 1932 werd hij tot chef van 3e compagnie van het 1. (Preuß.) Pionier-Bataillon benoemd. Als gevolg van zijn benoeming tot chef van de 3e compagnie, werd Hecker op 1 april 1933 bevorderd tot Hauptmann. Vanaf 15 april 1934 tot 1 januari 1935 was Hecker als leraar werkzaam aan de Kriegsakademie  (militaire school) in Dresden.
Op 1 januari 1936 werkte hij voor de inspectie van de genie (In 5) in het Reichskriegsministerium  (Rijksministerie van Oorlog). Daar werd Hecker op 1 oktober 1936 bevorderd tot Major. Later behoorde hij tot de inspectie 5 in het Oberkommando des Heeres. Op 10 november 1938 werd hij benoemd tot commandant van het Pionier-Bataillon 29. 

### Tweede Wereldoorlog
Hecker leidde dit bataljon in de Poolse veldtocht tijdens hun eerste gevechten. Op 1 december 1939 werd hij bevorderd tot Oberstleutnant. In 1940 nam hij met zijn bataljon deel aan de slag om Frankrijk. Hij werd hiervoor onderscheiden met beide klassen van het Herhalingsgesp bij IJzeren Kruis 1939. Op 5 augustus 1940 werd hij onderscheiden met het Ridderkruis van het IJzeren Kruis. Hierna werd hij geplaatst in het Führerreserve, en gedetacheerd naar de staf van de Pantsergroep Afrika. Van 15 januari 1942 tot 30 januari 1942 was Hecker commandant van de genie in de Pantsergroep Afrika. In de tijd hierna was hij commandant van de genie in het Pantserleger Afrika en het Duits-Italiaans pantserleger. Op 19 september 1942 werd Hecker onderscheiden met het Duitse Kruis in goud. Van 1 december 1942 tot 9 december 1942 was hij in het Führerreserve van het Wehrkreis IX  (9e militair district). Hierna werd hij overgeplaatst naar het Führerreserve van het Oberkommando des Heeres, en gedetacheerd naar de 5e divisiecommandanten leergang van 9 december 1942 tot 22 januari 1943. Na voltooiing in januari 1943 nam hij op 11 februari 1943 het bevel over als commandant van de 345. Infanterie-Division  (345e Infanteriedivisie). Hecker werd geplaatst bij de Panzertruppenschule Krampnitz. Van 22 januari 1944 tot 11 april 1944 werd hij voor drie maal met het plaatsvervangend commando belast van de 26. Panzer-Division. In de tussentijd werd Hecker op 1 maart 1944 met leiding over de 3. Panzer-Grenadier-Division  (3e Pantsergrenadiers divisie) belast, welke hij weer op 1 juni 1944 overgaf. Op 1 juni 1944 werd hij bevorderd tot Generalmajor. Hierna werd Hecker op 25 juni 1944 tot commandant benoemd van de 3. Panzer-Grenadier-Division. Op 3 oktober 1944 werd hij weer geplaatst in het Führerreserve.
Op 3 mei 1945 werd Hecker in krijgsgevangen gemaakt. In 1947 werd hij weer vrijgelaten.

## Na de oorlog
Over het verdere verloop van zijn leven is niets bekend. Op 1 mei 1979 overleed hij in Hann. Münden.

## Militaire carrière
- Generalmajor: 1 juni 1944[5][1][2]
- Oberst: 17 december 1941[5][1][2]
- Oberstleutnant: 1 december 1939[5] - 1 december 1941[1][2]
- Major: 1 oktober 1936[5][1][2]
- Hauptmann: 1 april 1933[5][1][2]
- Oberleutnant: 31 juli 1925[1] (Rangdienstalter vanaf 1 april 1925[5][2])
- Leutnant: 1 januari 1924[1][2]
- Charakter als Oberleutnant: 11 maart 1922[1]
- Leutnant: 1 juli 1917[5][2] - 18 juli 1917[1]
- Fähnrich: 31 mei 1915[5][1][2]
- Fahnenjunker-Unteroffizier: 7 maart 1915[1]
- Fahnenjunker-Gefreiter: 1 december 1914[1]
- Fahnenjunker (aspirant-officier): 2 augustus 1914[5][2][1]

## Onderscheidingen
- Ridderkruis van het IJzeren Kruis op 5 augustus 1940 als Oberstleutnant en Commandant van het Pionier-Bataillons 29 (mot)[5][6][1][2][7]
- Duitse Kruis in goud op 19 september 1942 als Oberst en Pionierführer in het Pantserleger Afrika[5][6][1][2][7]
- IJzeren Kruis 1914, 1e Klasse[6][1] en 2e Klasse[6][1]
- Herhalingsgesp bij IJzeren Kruis 1939, 1e Klasse[5][2][1] (31 mei 1940[6]) en 2e Klasse[5][2][1] (26 september 1939[6])
- Zilveren medaille voor Dapperheid[5][6][1]
- Gewondeninsigne 1918 in zwart[6][1]
- Gewondeninsigne 1939 in zilver op 8 augustus 1942[6]
- Erekruis voor Frontstrijders in de Wereldoorlog[5][1] in 1934[6]
- Mouwband Afrika[5][6][1]
- Allgemeines Sturmabzeichen in zilver[5][1] op 11 juni 1941[6]
- Kruis voor Oorlogsverdienste, 1e Klasse[5] en 2e Klasse[5] met Zwaarden
- Ridder in de Huisorde van Hohenzollern met Zwaarden op 22 augustus 1918[6][1]
- Dienstonderscheiding van Leger en Marine, (25 dienstjaren)[6]
- Commandeur in de Koloniale Orde van de Ster van Italië[5][6][1]
- Commandeur in de Orde van de Kroon van Roemenië met Zwaarden[6]
- Hij werd eenmaal genoemd in het Wehrmachtsbericht. Dat gebeurde op 2 juni 1944[8][5]